# Liste der Naturdenkmale in Jünkerath
Die Liste der Naturdenkmale in Jünkerath nennt die im Gemeindegebiet von Jünkerath ausgewiesenen Naturdenkmale (Stand 4. Juni 2024).

## Naturdenkmale
| Nr.         | Bezeichnung                               | Lage                                                        | Beschreibung | Bild                                    |
| ----------- | ----------------------------------------- | ----------------------------------------------------------- | --- | --------------------------------------- |
| ND-7233-014 | Standort der breitblättrigen Glockenblume | Glaadt, westlich des Ortes; Flur Benzerseit Lage            | Bestand von Campanula latifolia; flächenhaftes Naturdenkmal; teilweise zu Stadtkyll | Direkt Bild zu diesem Denkmal hochladen |
| ND-7233-207 | Esche am Mühlgraben                       | Glaadt, Mühlengasse, bei Nr. 6 Lage                         | Fraxinus excelsior, vor 1900 gekeimt, 20 m hoch bei 3,25 m Brusthöhenumfang und 19 m Kronendurchmesser                                                                                             | Direkt Bild zu diesem Denkmal hochladen |
| ND-7233-208 | Tanne und Eiche im alten Pflanzgarten     | Jünkerath, nordöstlich des Ortes; Abteilung Tiergarten Lage | Abies alba, um 1900 gepflanzt, 33 m hoch bei 2,75 m Brusthöhenumfang und 18 m Kronendurchmesser; Quercus robur, um 1900 gepflanzt, 25 m hoch bei 2,9 m Brusthöhenumfang und 18 m Kronendurchmesser | Fotos hochladen                         |